# جوش مايا
جوش مايا (بالإنجليزية: Josh Maja)‏ هو لاعب كرة قدم بريطاني في مركز الهجوم، ولد في 27 ديسمبر 1998 في لويشام ‏ في المملكة المتحدة. لعب مع نادي سندرلاند.

## وصلات خارجية
- جوش مايا على موقع رابطة كرة القدم الفرنسية للمحترفين (الإنجليزية)
- جوش مايا على موقع إي إس بي إن إف سي (الإنجليزية)
- جوش مايا على موقع قاعدة بيانات كرة القدم.إي يو (الإنجليزية)
- جوش مايا على موقع ليكيب (الفرنسية)
- جوش مايا على موقع ناشيونال فوتبول تيمز (الإنجليزية)
- جوش مايا على موقع Soccerbase.com (لاعب) (الإنجليزية)
- جوش مايا على موقع Soccerway.com (الإنجليزية)
- جوش مايا على موقع عالم كرة القدم.نت (الإنجليزية)
- جوش مايا على موقع AS.com (الإسبانية)